# Frands Faber
Eli Frands Johannes Faber (* 22. Juni 1897 in Frederiksberg; † 23. Juni 1933 in Kopenhagen) war ein dänischer Hockeyspieler, der 1920 mit der dänischen Nationalmannschaft Olympiazweiter war.

## Sportliche Karriere
Bei den Olympischen Spielen 1920 in Antwerpen traten vier Mannschaften an. Die Dänen unterlagen in ihrem ersten Spiel den Briten mit 1:5. Nach Siegen gegen die Franzosen und gegen die Belgier belegten die Dänen den zweiten Platz und gewannen die bis 2020 einzige olympische Medaille für Dänemark im Hockey.
Frands Faber spielte für den Verein Orient in Kongens Lyngby.